# Culinária da França

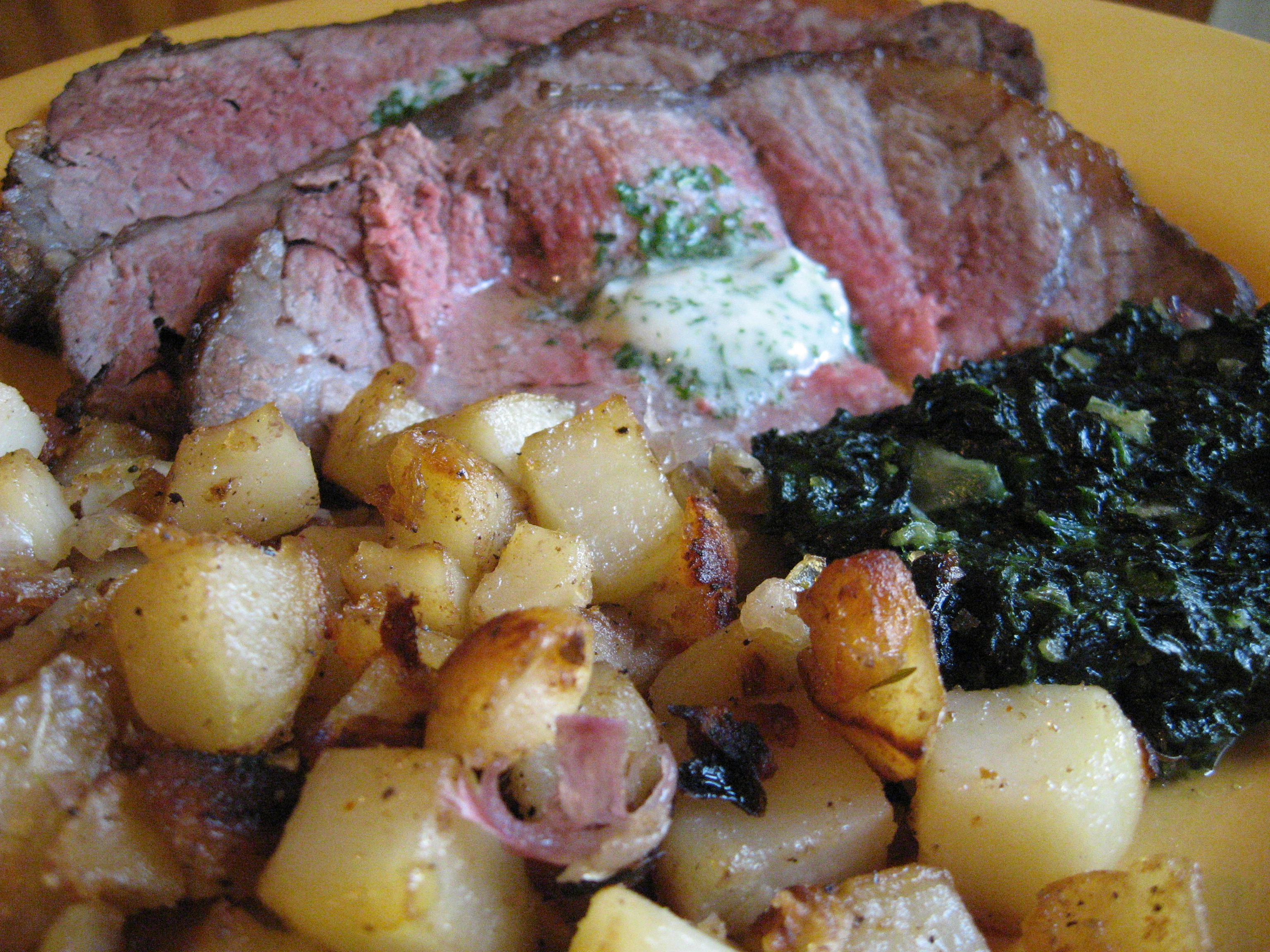
Bife servido com espinafre, batatas e Beurre Maître d'Hôtel, manteiga temperada de origem francesa.

A culinária da França compreende uma grande variedade de pratos e de grande prestígio no mundo, principalmente no ocidente. A grande variedade de queijos, vinhos, carnes e doces é a imagem de marca da França em termos de gastronomia.  
Tradicionalmente, cada região francesa tem uma culinária própria: a culinária do noroeste usa manteiga, crème fraîche e maçãs;  a culinária provençal (do sudeste) prefere azeite, verduras e tomates;  a do sudoeste usa gordura de pato, fígado (foie gras), cogumelos (cèpes) e moelas; a culinária do nordeste relembra a culinária da Alemanha e usa banha de porco, salsichas e chucrute.
Além destas quatro áreas gerais, há muitos mais tipos de culinária locais, como a do vale do Rio Loire, famosa pelos delicados pratos de peixe de água doce e pelos vinhos brancos; a cozinha basca, famosa pelo uso de tomate e pimentão, e a culinária do Roussillon, semelhante à culinária da Catalunha.
Com as deslocações e viagens constantes de hoje, tais diferenças regionais são menos acentuadas do que foram, mas ainda se sentem claramente. O viajante que atravesse a França notará alterações significativas na forma de cozinhar e nos pratos servidos. Além disso, o interesse recente dos consumidores franceses por produtos alimentares locais, dos campos locais (produits du terroir) significa que as culinárias regionais atravessam forte renascimento neste início do século XXI.
Cozinhas exóticas, particularmente a Culinária da China e alguns pratos de ex-colônias no Norte da África, como o cuscuz, tiveram influência.

## Comida
A alimentação do dia compõe-se de um desjejum leve (fatias de baguette, com geleia e manteiga, ou croissant ou pain au chocolat; chá, café, leite com cereais ou iogurte ou, ainda, chocolate quente; frutas ou suco); almoço, entre meio dia e 14h; jantar, à noite. Uma refeição normal completa consiste de entrada (vegetais crus ou salada), prato principal (carne ou peixe, com acompanhamento de vegetais, massa, arroz ou batatas fritas), sobremesa (frutas, tortas, bolos, cremes ou compota) e queijo.
Nas grandes cidades, a maioria das pessoas que trabalham e estudam, almoçam fora. As lanchonetes das empresas e escolas servem refeições completas (entradas, prato principal, queijos, sobremesa), não sendo comum que os estudantes tragam sanduíches de casa. Em cidades menores, a maioria dos trabalhadores volta a casa para almoçar, o que causa quatro horas diárias de correria (às 8 da manhã, ao meio-dia, às 14h e às 18h).
Com o estilo de vida contemporâneo, aqueles que não dispõem de um refeitório próximo ao local de trabalho ou de estudo costumam optar por um lanche (sanduíches ou saladas) ao meio-dia. Ainda é popular o hábito de cozinhar à noite ou nos fins de semana, com ingredientes frescos. Tradicionalmente os alimentos eram comprados nos pequenos estabelecimentos especializados da vizinhança (carne bovina e equina, nos talhos; peixes, em peixarias; queijos, nas queijarias e assim por diante) ou nas feiras livres. Entretanto, atualmente quase todos esses produtos passaram a ser comprados nos supermercados de bairro (supérettes) ou hipermercados.

### Bebidas
Tradicionalmente, a França tem a cultura do consumo cotidiano do vinho. Entretanto, tal característica vem diminuindo, e hoje apenas cerca de 28,67% dos franceses consomem vinho diariamente. Especialmente, o consumo de vinhos mais baratos durante as refeições tem diminuído muito. A cerveja é popular, especialmente entre os jovens. 
Outras bebidas alcoólicas populares incluem: no Sudeste, o pastis, aromatizado com sementes de anis e diluída com água, muito popular do verão; e a sidra, no Nordeste. A maioridade legal para consumir álcool é 18 anos. Não é costume de donos de bares ou atendentes de bares (garçons) verificar a idade dos consumidores, de modo que se serve vinho a adolescentes que façam refeições com suas famílias no restaurante. 
Por outro lado, é muito raro presenciar uma bebedeira pública, comum aos sábados à noite na França. Usualmente, os pais proíbem consumo de álcool aos filhos antes da maioridade. Estudantes e adultos jovens são conhecidos por beberem muito durante festas: vodka e tequila são populares.

## Divisões da cozinha francesa
Esquematicamente, a cozinha francesa pode ser dividida em:

### Cozinha burguesa
A cozinha burguesa inclui todos os pratos clássicos que não são (ou não são mais) especificamente regionais e que foram adaptados ao gosto das classes sociais mais afluentes. Inclui os molhos ricos à base de creme e utiliza técnicas de cozinha complexas que muitos associam à culinária francesa. No topo da categoria está o que se conhece como alta cozinha, maneira altamente complexa e refinada da preparação de comida e gerenciamento da cozinha. Como é esse o tipo de cozinha identificado no exterior como "cozinha francesa", criou-se a falsa crença de que as refeições típicas dos franceses sempre envolvem procedimentos culinários complexos e pratos ricos, muito calóricos, quando, na verdade, esse tipo de cozinha é reservado apenas para ocasiões especiais.

### Cuisine do terroir
A cuisine du terroir cobre as especialidades regionais, com ênfase em produtos de alta qualidade e na tradição camponesa. Muitos pratos não são identificados com os estereótipos da culinária francesa, pois as cozinhas regionais podem diferir muito daquela que geralmente se apresenta nos restaurantes franceses pelo mundo.

### Nouvelle cuisine
A nouvelle cuisine ('nova cozinha') desenvolveu-se a partir da década de 1970 como uma reação à cozinha tradicional. Teve a influência de chefes como Paul Bocuse. Caracteriza-se por ser elaborada em pouco tempo, com molhos mais leves e menores porções, apresentadas em forma refinada e decorativa. Inventiva, incorpora técnicas e combinações vindas de outros países, especialmente asiáticos. Teve grande influência nos estilos de cozinha de todo o mundo.

### Cozinha atual
Comida, moda e tendências na França se alternam entre estes três tipos de culinária: atualmente há clara ênfase na chamada cuisine du terroir, o que significa um retorno à culinária tradicional, mais rústica, e aos sabores "esquecidos" dos produtos da terra. A cozinha fusion, popular no mundo de língua inglesa, não é muito apreciada na França. Mesmo assim, é adotada por alguns restaurantes de Paris, e muitos chefes de cozinha se deixaram influenciar por grande variedade de estilos internacionais.
O vegetarianismo não é comum na França e há poucos restaurantes vegetarianos.

## Culinária estrangeira
Alguns pratos da culinária estrangeira são muito populares na França:
- alguns pratos das antigas colônias francesas no norte da África, especialmente o cuscuz marroquino;
- pratos da cozinha vietnamita e da cozinha chinesa.
- pratos japoneses (sushi ou yakitori), cada vez mais populares em centros urbanos, embora a maior parte da população francesa ignore o que seja comer peixe cru.

## Pratos franceses tradicionais
- Blanquette de veau (ensopado de vitela)
- Coq au vin (galo ou capão cozido no vinho tinto)
- Cassoulet
- Sopa de cebola (gratinada no forno)

### Pratos exóticos
- Cuisses de grenouilles (coxas de rãs)
- Escargots (caracóis)

### Sobremesas e doces
- Crème brûlée (semelhante ao leite-creme em Portugal e à crema catalana, na Espanha, mas confecionado no forno, geralmente em banho maria)
- Crêpes (panquecas finas)
- Mousse de chocolate (chocolate batido com creme e claras em suspiro)
- Pâtisserie (onde vende doces e bolos. O mais próximo disso no Brasil seria confeitaria)
- Mille-feuilles (mil-folhas)
- Macaron (biscoito redondo crocante por fora e macio por dentro)
- Pain aux raisins (caracol de massa folhada com passas)

## Especialidades por região
- Savoia
  - Fondue savoyarde (fondue de queijo com vinho branco em que se mergulham cubos de pão)
  - Tartiflette (gratinado de batatas, cebolas, queijo reblochon, natas e pequenos pedaços de toucinho)

- Delfinado
  - Gratin dauphinois (batatas gratinadas com natas, como no Dauphiné)

- Alsácia:
  - Choucroute garnie (repolho fermentado com salsichas, carnes salgadas e batatas)

- Lorena
  - Baba ao rum (pequeno bolo regado ao xarope de rum e acompanhado de creme chantilly)

- Bretanha:
  - Crêpes (panquecas muito finas)
  - Galette
  - Kik ar fars (porco com uma espécie de ravioli)
  - Kouign amann (pão pequeno feito com muita manteiga)

- Bordéus:
- Vinho de Bordéus

- Borgonha:
  - Boeuf bourguignon (carne de vaca guisada com vinho da Borgonha e cogumelos)
  - Escargots de Bourgogne (caracóis em suas cascas com manteiga e salsa fresca)
  - Queijos amanteigados, como o camembert

- Lorraine:
  - Quiche lorraine, torta de massa fina sobre a qual se dispõe creme e toucinho frito.

- Provence-Alpes-Côte d'Azur:
  - Bouillabaisse (sopa de peixes do Mediterrâneo)
  - Ratatouille (refogado de beringela, tomate, abobrinha, pimentão, cebola e ervas)
  - Pieds et paquets (pedaços de pés e tripas de cabrito em molho saboroso)

- Normandia:
  - Sidra
  - Tripes à la mode de Caen (tripas cozinhadas em molho de vinho e Calvados)

- Auvérnia:
  - Tripoux (pedaços de tripas em molho saboroso)
  - Truffade (batatas salteadas com alho e queijo tipo tomme)
  - Aligot (puré de batatas misturadas a queijo tomme)

- Périgord:
  - Foie gras (fígado de ganso ou pato)

- Languedoc-Roussillon:
  - Cassoulet (ensopado com feijão branco, carne de porco, toucinho, linguiças e pedaços de ganso ou pato confitados)

- Occitânia :
  - Brandade de morue (bacalhau em purê)

## Especialidades por temporada
A culinária francesa varia de acordo com a estação. No verão, saladas e pratos de frutas são populares porque são refrescantes e os produtos são baratos e abundantes. 
Os verdureiros preferem vender suas frutas e legumes a preços mais baixos, se necessário, em vez de vê-los apodrecer no calor. No final do verão, os cogumelos tornam-se abundantes e aparecem em ensopados em toda a França. 
A temporada de caça começa em setembro e vai até fevereiro. Come-se caça de todos os tipos, muitas vezes em pratos elaborados que celebram o sucesso da caça. 
Os mariscos estão no auge quando o inverno se transforma em primavera e as ostras aparecem em grandes quantidades nos restaurantes.
Com o advento do ultracongelamento e do hipermarché climatizado, essas variações sazonais são menos acentuadas do que antigamente, mas ainda são observadas, em alguns casos devido a restrições legais. 

Os lagostins, por exemplo, têm uma temporada curta e é ilegal pescá-los fora de temporada. Além disso, eles não congelam bem.